# Imbler
Imbler és una població dels Estats Units a l'estat d'Oregon. Segons el cens del 2006 tenia 295 habitants.

## Demografia
Segons el cens del 2000, Imbler tenia 284 habitants, 106 habitatges, i 83 famílies. La densitat de població era de 476,8 habitants per km².
Dels 106 habitatges en un 47,2% hi vivien nens de menys de 18 anys, en un 65,1% hi vivien parelles casades, en un 13,2% dones solteres, i en un 20,8% no eren unitats familiars. En el 20,8% dels habitatges hi vivien persones soles el 10,4% de les quals corresponia a persones de 65 anys o més que vivien soles. El nombre mitjà de persones vivint en cada habitatge era de 2,68 i el nombre mitjà de persones que vivien en cada família era de 3,11.
Per edats la població es repartia de la següent manera: un 31,3% tenia menys de 18 anys, un 6,7% entre 18 i 24, un 26,4% entre 25 i 44, un 25,4% de 45 a 60 i un 10,2% 65 anys o més.
L'edat mediana era de 37 anys. Per cada 100 dones de 18 o més anys hi havia 89,3 homes.
La renda mediana per habitatge era de 40.385$ i la renda mediana per família de 42.500$. Els homes tenien una renda mediana de 38.750$ mentre que les dones 25.938$. La renda per capita de la població era de 18.876$. Aproximadament el 2,4% de les famílies i el 4,1% de la població estaven per davall del llindar de pobresa.

## Poblacions més properes
El següent diagrama mostra les poblacions més properes.